# Савченко Тарас Григорович
Тарас Григорович Савченко (4 лютого 1981, Гадяч, Українська РСР, СРСР) — український державний діяч та науковець, виконуючий обов'язки голови Сумської обласної державної адміністрації з 25 січня 2023 року до 12 квітня 2023 року.

## Біографія
Тарас Савченко народився в Гадячі. З 1998 до 2003 року навчався в Українській академії банківської справи. З червня 2003 року до квітня 2004 року Савченко працював у сумській філії банку «Кредит-Дніпро», а в 2004—2005 працював у сумській дирекції АТ «Індекс-Банк». З 2005 працював у академії банківської справи, спочатку асистентом, а пізніше старшим викладачем та доцентом кафедри банківської справи. З вересня 2013 до травня 2016 року Тарас Савченко був деканом обліково-фінансового факультету Української академії банківської справи. У травні—вересні 2016 року він працював професором кафедри бухгалтерського обліку і аудиту навчально-наукового інституту «Бізнес–Технологій» Сумського державного університету, а з вересня 2016 до березня 2021 року був завідувачем цієї кафедри. 22 березня 2021 року Тарас Савченко призначений заступником голови Сумської обласної державної адміністрації. 30 серпня 2021 року Тарас Савченко призначений першим заступником голови Сумської обласної державної адміністрації. Після відставки голови обласної адміністрації Дмитра Живицького, яка сталась 24 січня 2023 року, Тарас Савченко став тимчасово виконуючим обов'язки голови Сумської обласної державної адміністрації. Був тимчасовим керівником області до 12 квітня 2023 року, до призначення Володимира Артюха головою обласної державної адміністрації